# 사회 양극화
사회 양극화(社會兩極化, 영어: social polarization) 또는 격차 사회(格差社會)는 서로 점점 더 달라지고 멀어진다는 사전적 의미를 담고 있으며, 사회 불평등의 심화를 가리킨다. 특히 중간계층이 줄어들고 사회계층이 양극단으로 쏠리는 현상을 의미한다.

## 구조와 원인
양극화는 경제환경의 급변과 산업고용구조의 취약성, 과거 정책적 대응의 미흡으로 인해 생겨난 개념이다. 글로벌화, 중국의 급부상, IT 등 기술의 진보를 비롯해 중소기업의 취약, 핵심 자본재와 중간재 취약, 자영업주의 비대, 그리고 외환위기 이후 경제구조개혁의 지체가 급속으로 진행되고 인력투자 및 사회안전망 대책 미흡이라는 세세한 사회적 환경에 따라 산업과 기업간의 양극화, 소득과 고용의 양극화, 혁신기반 (대응능력) 양극화가 생겨나게 되었다.
또한 저출산, 고령사회시대가 본격 도래 되면서 생산가능인구 및 취업자 수 증가율 둔화에 직접적인 영향을 미치고 있으며 피부양 인구 비중의 급증에 따라 저축률을 하락시킴으로써 잠재 성장률 둔화의 핵심 요인의 하나로 작용하고 있다
1)산업,기업 간 양극화: 
① 제조업과 서비스업 간의 생산성 격차의 확대가 지속되고 있다. *한국 57% VS 선진국 93%
② 대기업과 중소기업 간의 성과 격차가 심화되고 있다. 수익률 측면에서 상위기업 간에는 큰 차이가 없으나 하위기업 간에는 현저하게 나타나고 있다.
③ 대기업과 중소기업 간의 노동생산성 격차가 확대되는 동시에 부문 각각의 내부에서도 개별 업체간 생산성 격차가 확대 되고 있다.
2)고용 및 소득의 양극화: 산업 양극화와 함께 고임금-저생산성 부문의 고용비중이 증가했다. 제조업은 고임금 대기업 고용은 감소하는 반면, 저임금 중소기업 고용은 증대되고 서비스업은 저임금부문은 고용비중이 높은 반면, 고임금부문의 고용비중은 낮다. 특히 고용의 양이 정체된 가운데 고용의 질에 있어서 양극화가 계속 진행된다는 게 큰 문제점이라고 말할 수 있다. (취업자 증가도 비정규직 중심으로 진행됨)
- 대한민국은 중간 일자리가 감소하고 상위, 하위 일자리가 증가하는 'U'자 형태를 나타내고 선진국은 중상위 일자리증가가 높은 'J'자 형태를 나타내고 있습니다.

## 문제 해결의 방향
1. 일차적으로 사회경제적 가치의 기본이 되는 양질의 일자리를 시장을 통해 창출: 양극화 해소의 최우선 정책, 특히 고용 흡수력이 높은 서비스 산업을 적극 육성해야 한다.
2. 사회의 수직적, 수평적 이동성 제고를 통해 빈곤의 대물림을 방지하고, 직업의 원활한 전환을 촉진: 사회경제적 지위의 세습을 막기 위한 교육혁신과 사회보험 사각지대 해소 및 내실화를 해야 한다.
3. 보편적 사회안전망 구축 및 질적 내실화를 통해 소외계층 및 경쟁 낙오자에 대한 사회적 보호 및 자립, 자활 지원을 강화한다.